# Entertainment and Leisure Software Publishers Association
De Entertainment and Leisure Software Publishers Association (ELSPA) is een organisatie die in 1989 is opgericht door Britse software-uitgevers. Tot 2002 stond de organisatie bekend als de European Leisure Software Publishers Association.

## Taken

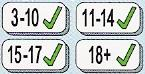
Voorbeeld van een ELSPA-classificatiesticker van een spel dat voor alle leeftijden geschikt is.

Van 1994 tot 2003 hield de ELSPA zich bezig met het beoordelen van videospellen die werden uitgegeven in het Verenigd Koninkrijk, maar die geen officiële beoordeling kregen van de British Board of Film Classification.
Een spel kreeg van de ELSPA een sticker met daarop vier leeftijdsgroepen: 
- 3–10
- 11–14
- 15–17
- 18+

Hierop werd met een groen vinkje aangegeven of het spel geschikt was voor die leeftijdsgroep, en een rode "X" als het spel ongeschikt was voor die leeftijdsgroep.
De classificaties werden later versimpeld naar 3+, 11+, 15+ en 18+. 
Tegenwoordig worden deze taken waargenomen door een Europees systeem genaamd PEGI. ELSPA houdt zich nu bezig met het bijhouden van verkoopcijfers van de verkoop van computerspellen in het Verenigd Koninkrijk, en het promoten van initiatieven tegen de illegale handel in software. Tevens is de ELSPA verantwoordelijk voor het London Games Festival en het Edinburgh Interactive Festival.